# Výšovice
Výšovice är en ort i Tjeckien.   Den ligger i regionen Olomouc, i den östra delen av landet, 210 km öster om huvudstaden Prag. Výšovice ligger 220 meter över havet och antalet invånare är 474.
Terrängen runt Výšovice är huvudsakligen platt, men västerut är den kuperad.Runt Výšovice är det ganska tätbefolkat, med 116 invånare per kvadratkilometer. Närmaste större samhälle är Prostějov, 6,5 km norr om Výšovice. Trakten runt Výšovice består till största delen av jordbruksmark.